# 長谷川晴彦
長谷川 晴彦（はせがわ はるひこ、1958年10月4日 - ）は、フリーアナウンサーである。元新潟総合テレビ（NST）のアナウンサー。

## 人物・来歴
- 國學院大學卒業。
- 大学卒業後、1982年に新潟総合テレビ（NST）に入社[1]。1983年にテレビユー福島（TUF）へ開局と同時に移籍。1990年にNSTに再入社。
- NSTでは、1990年代半ばから記者を兼務しながら、2001年までアナウンサーとして活動。2000年、長年TBS系の新潟放送が放送していた「スーパー競馬」の放映権がNSTに移動。2001年7月の新潟競馬場リニューアルオープンに合わせるため、同年春の新潟大賞典（福島競馬場代替）の実況研修に参加した。
- その後、長岡支社、営業企画本部上越支社長・上越営業部専任部長、2016年より営業企画本部ゆきぐに魚沼支社長[2]を歴任。2019年退社し、フリーアナウンサーとして活動中。

## 過去の担当番組

### 新潟総合テレビ
- スポーツ中継
- NSTスーパータイム
- NSTスーパーニュース
- 車のアラシ テレビショッピング
- 平成教育テレビ（1992年・1994年[3]） - 新潟県中継担当

### テレビユー福島
- ウィークエンドユー - 司会[4]
- スポーツ実況（高校ラグビー等）

### フリー
- 第104回全国高等学校野球選手権大会・埼玉大会（2022年7月9日、テレ玉）第三試合 飯能VS 上尾南 実況